# 十三陵ダム

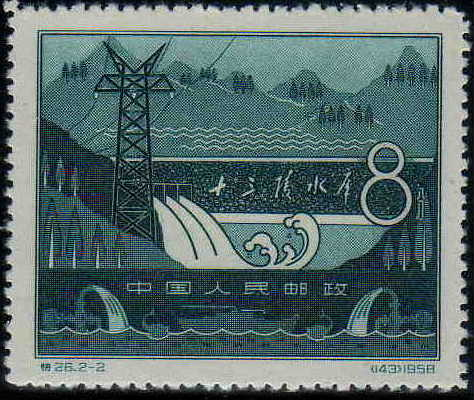
毛沢東による題字が図案のダム完成記念切手

十三陵ダム（じゅうさんりょうダム）は、中国の北京市昌平区にあるダムである。ダムの名称は、明朝の歴代皇帝の陵墓である明の十三陵に近いことから毛沢東によって命名された。

## 概要
北京市の水源地として建設され、1958年に完成した。ダムの総貯水量は6000万立方メートル、ダム堰堤は全長627メートル、高さ29メートルである。ダム湖周辺には遊園地があるほか、2008年開催の北京オリンピックではダム湖周辺でトライアスロンが開催された。